# Terrestrial Trunked Radio
Terrestrial Trunked Radio neboli TETRA je standardem ETSI pro profesionální radiové sítě se zaměřením na časově kritickou komunikaci, který byl speciálně vyvinut pro komunikaci vládních úřadů, bezpečnostních a záchranných složek (policie, hasičů, záchranných složek, armády), dále je často využíván pro komunikaci ve veřejné dopravě (letiště, dopravní podniky) a průmyslu.
Velkou výhodou přesně definovaného standardu je interoperabilita mezi koncovými terminály a infrastrukturou různých výrobců. V jedné radiové síti mohou vzájemně komunikovat radiostanice od několika dalších různých výrobců podobně jako mobilní telefony v sítích GSM.
TETRA má obdobnou buňkovou architekturu jako telefonní sítě GSM. Hlavním rozdílem proti mobilní sítí je možnost rychlé komunikace stiskem jediného tlačítka PTT s celou skupinou účastníků. V tomto ohledu systém vyniká velmi rychlým časem pro sestavení hovoru s průměrem pod 300 ms.
Od prvního nasazení v roce 1997 jsou v provozu stovky radiových sítí TETRA. Většina sítí je provozována v Evropě, ale postupně se standard šíří na všechny kontinenty.
Standard TETRA se vyvíjí. První verze označovaná TETRA Release 1 je nyní nahrazována systémy podle specifikace TETRA Release 2 označovaná rovněž TEDS, který umožňuje využívat pokročilé kvadraturní amplitudové modulace a podstatnou výhodou je vyšší datová propustnost radiové sítě. Přes výrazné zvýšení datové propustnosti v řádech několik stovek kbit/s není ani tato hodnota pro moderní multimediální aplikace s přenosem videa dostatečná a dalším krokem v rozvoji těchto technologií může být propojení technologií TETRA a LTE.

## Popis
Radiokomunikační TETRA využívá jako mnoho jiných moderních systémů (GSM, DMR) technologii časového multiplexu TDMA, kdy je komunikační kanál v případě systémů TETRA se šířkou 25 kHz rozdělen na 4 časové úseky (timesloty) . V časových úsecích mohou probíhat nezávislé hovory nebo přenos dat. Veškerá komunikace je digitální, hovory jsou digitalizovány pomocí hlasových kodeků a jsou přenášeny jako data. Systém TETRA umožňuje provoz pod trunkovou infrastrukturou nebo v přímém režimu, kdy komunikují radiostanice spolu navzájem.

## Přehled hlasových a datových služeb podporovaných systémy TETRA
Podrobnější popis klíčových služeb radiokomunikačních systémů TETRA je na stránkách stránkách asociace TCCA.

### Hlasové služby

#### Individuální hovory
- Polo a plně duplexní individuální hovory
- Volání do externích sítí PSTN / PABX (ISDN číslování)
- Identifikace volajícího

#### Skupinové hovory
- Identifikace hovorové skupiny
- Late entry - přístup do probíhajícího skupinového hovoru
- Handover ( předání účastníka mezi základnovými stanicemi) během hovoru
- Dynamic call area – dynamická oblast hovoru podle pozice uživatelů
- Include Call (spojování skupin)
- Dynamic regrouping (DGNA) dynamické vytváření skupin
- Priority hovoru ( včetně pre-emptive)

### Datové služby

#### Stavové zprávy
- Efektivní, v reálném čase
- Skupinová a individuální adresace

#### Short Data Service , SDS
- Textové zprávy
- GPS poziční data
- Skupinová a individuální adresace

#### IP packet data
- Přenos souboru a obrázků
- Přístup do databáze

## Bezpečnost
Vzhledem ke svému zaměření na státní správu je v rámci standardu TETRA kladen velký důraz na bezpečnost systému a přenášených dat.
- Autentifikace – infrastruktura ověřuje oprávnění koncových terminálů pro přístup do sítě.
- Šifrování Air interface – systémy TETRA umožňují ochranu komunikace mezi infrastrukturou a terminály šifrováním.
- Šifrování End-to-End – systémy TETRA jsou plně transparentní pro zabezpečení komunikace šifrováním během celého přenosu od uživatele na počátku až ke koncovému příjemci.
- Blokování a odblokování terminálů – radiové systémy TETRA mají prostředky pro blokování terminálů, které byly ztraceny nebo odcizeny.

## Síťové topologie
Původně používaly radiové sítě podle standardu TETRA pouze centralizovanou topologii, kde byly jednotlivé základnové stanice připojeny k centrálnímu přepínači ( serveru, který obsahuje informace o konfiguraci sítě a uživatelích sítě). Tento typ topologie se nadále využívá pro středně velké a velké komunikační sítě. Pro zajištění spolehlivosti bývají centrální přepínače redundantně zdvojeny a geograficky odděleny.
Pro menší radiokomunikační sítě dnes většina výrobců nabízí distribuovanou topologii, kdy je inteligence sítě rozprostřena do jednotlivých základnových stanic. Velkou výhodou této topologie je velká odolnost proti poruchám.

## Spolehlivost systému radiových sítí TETRA
Vzhledem k orientaci na nejnáročnější segment zákazníků, kteří vyžadují spolehlivé spojení v krizových situacích, realizují výrobci infrastruktury TETRA řadu opatření pro zajištění spolehlivosti systému. Výpadek žádné jednotlivé části systému nesmí způsobit selhání celého systému.

### Opatření pro zajištění spolehlivosti systému
- Modulární hot-swap zajištění řídících serverů MSO s možností geografického rozdělení
- Distribuovaná architektura
- Redundantní kontrolery základnových stanic
- Redundantní kanálové jednotky
- Redundantní napájecí zdroje
- Fall back mode základnové stanice pro zajištění provozu v případě výpadku síťové konektivity

## Srovnání TETRA release 1 a TETRA release 2 (TEDS) podle ETSI
Tetra release 2 je více variabilní při využití modulace QAM. Postačuje-li uživateli systému menší přenosová rychlost, může použít modulaci s menším počtem stavů, tím dojde ke zlepšení citlivosti přijímače a ze základnové stanice lze pokrýt větší území. Naopak při požadavku na vyšší datovou propustnost lze použít více stavovou QAM modulaci a větší šířku kanálu, ale terminály i základnové stanice budou vyžadovat větší úroveň signálu. Síť základnových stanic bude muset mít větší hustotu.

## Základnové stanice a terminály TETRA
Několik příkladů, jak vypadají moderní základnové stanice nebo koncové terminály TETRA:

## Výhody a nevýhody standardu TETRA
Každé technické řešení sebou nese výhody a nevýhody. Uživatel si musí zvolit řešení, které bude splňovat jeho požadavky.

### Výhody
- Standard TETRA je podrobně definován a má poměrně dlouhou historii. Výrobci musí dodržovat požadavky standardu a ověřovat vzájemnou interoperabilitu.
- Rychlé sestavení hovoru s průměrem pod 300 ms.
- Bezpečnost systému – autentifikace, šifrování
- Vysoká spektrální efektivita
- Integrované datové služby
- Skupinové a individuální hovory, duplexní individuální a telefonní hovory
- Řízení priority hovorů

### Nevýhody
- Systém ani terminály nejsou zpětně kompatibilní s analogovou technologií. Přechod vyžaduje celkovou náhradu systému.
- Použitá modulace vyžaduje použití lineárních VF zesilovačů, což má za následek nižší výkon a vyšší spotřebu, která je důležitá především v případě přenosných terminálů. Běžné přenosné radiostanice v systému TETRA mají VF výkon 1 až 1,5 W, ale někteří výrobci dodávají terminály s VF výkonem 3W.
- Vyšší datová propustnost a použitá modulace s sebou nesou nižší systémovou citlivost. Rádiová síť vyžaduje ve srovnání s jinými systémy 4x více základnových stanic pro pokrytí stejného území. Na straně infrastruktury výrobci řeší tento nedostatek pomocí diverzitního příjmu (vícecestného šíření signálu).
- Datová propustnost je lepší než u jiných technologií, ale přes velký pokrok v případě nového standardu TEDS, není stále dostatečná pro moderní multimediální aplikace. Někteří výrobci proto rozvíjí hybridní technologie s možností využitím 3G/LTE technologií.
- Vzhledem k potřebě vybudovat ve srovnání s jinými technologiemi větší počet základnových stanic a vyšší ceně koncových terminálů je třeba počítat s vyšší investicí do budování radiokomunikační sítě (uvádí se 2x až 5x vyšší cena) například ve srovnání s trunkovými systémy DMR Tier III.